# وردية حميطوش
وردية حميطوش هي ممثلة كوميدية جزائرية ولدت سنة 1931 في الجزائر العاصمة، وتوفيت في 1 يناير 1991 في فرنسا. احسن ممثلة في جيلها

## السيرة
ولدت وردية حميطوش عام 1931 في ممثلة كوميدية لأسرة قبائلية من برج بوعريريج. كانت تعمل منظفة في مستشفى مصطفى باشا في الجزائر العاصمة أثناء الدراسة. بدأت حياتها المهنية كفنانة عندما ظهرت في البث الإذاعي، بينما واصلت عملها كمنظفة في المستشفى. بعد بضع سنوات، شاركت في أفلام كوميدية من خلال أداء أدوار مختلفة في الأعمال التليفزيونية والمسرحية والسينمائية، مثل «سقف وعائلة» لرابح لعراجي سنة 1982، والطاكسي المخفي سنة 1989 و«سومبريرو».
وردية حميطوش هي جدة لأم لمغني الراب الفرنسي من أصل جزائري لاكريم.
توفيت في 1 يناير 1991 بسبب نوبة قلبية في القطار، عندما كانت في زيارة ابنتها في ميتز بفرنسا.

## روابط خارجية
- وردية حميطوش على موقع IMDb (الإنجليزية)
- وردية حميطوش على موقع ألو سيني (الفرنسية)